# 申江南路
申江南路，是位于上海市的一条道路，该道路北至浦东新区川沙新镇沔北路，南至奉贤区奉城镇朝阳路，通过浦东新区，奉贤区两个行政区，全长26公里。該路於2012年2月22日建成通車。

## 主要交会道路（北向南）
- 外环高速（申江路跨线桥）
- 秀浦路
- 周邓公路
- 周祝公路
- 申嘉湖高速（瓦横公路桥）
- 下盐路
- 航三路
- 沪南公路（ 122省道）
- 瓦洪公路